# Djaloukou
Djaloukou est un des 13 arrondissement de la commune de Savalou localisé dans le département des Collines au centre du Bénin.

## Histoire
L'arrondissement Djaloukou est une subdivision administrative béninoise. Il devient officiellement un arrondissement de la commune Savalou le 27 mai 2013 après la délibération et adoption par l'Assemblée nationale du Bénin en sa séance du 15 février 2013 de la loi n° 2013-O5 du 15/02/2013 portant création, organisation, attributions et fonctionnement des unités administratives locales en République du Bénin.

## Administration
Djaloukou fait partie des 13 arrondissements que compte la commune Savalou. Il est composé de 07 villages. Il s'agit de :
- Attakplakanmè
- Djalloukou
- Djallouma
- Gbaglodji
- Konkondji
- Monfîo
- Zoukpa[4]

## Démographie
Selon le recensement général de la population et de l'habitation(RGPH4) de l'institut national de la statistique et de l'analyse économique(INSAE) au Bénin en 2013, la population Djaloukou compte 2932 ménages pour 11480 habitants.
| Indicateur           | 2013  |
| -------------------- | ----- |
| Nombre de ménages    | 1 566 |
| Population féminine  | 4 557 |
| Population masculine | 4 468 |
| Population totale    | 9 025 |